# Viatxeslav Domaní
Viatxeslav Domaní   (Moscou, 2 de maig de 1947 - Moscou, 4 de febrer de 1996) fou un jugador de voleibol rus que va competir sota bandera de la Unió Soviètica durant les dècades de 1960 i 1970. El seu fill Dmitri Domaní fou jugador de bàsquet professional.
El 1972 va prendre part en els Jocs Olímpics de Múnic, on guanyà la medalla de bronze en la competició de voleibol. En el seu palmarès també destaca una medalla d'or al Campionat d'Europa de voleibol de 1971. A nivell de clubs jugà al CSKA de Moscou entre 1967 i 1973, amb qui guanyà quatre lligues soviètiques (1970-1973) i la Copa d'Europa de 1973.